# Европско првенство у атлетици у дворани 1976 — 400 метара за мушкарце
Такмичење у трци на 400 метара у мушкој конкуренцији на 7. Европском првенству у атлетици у дворани 1976. одршано је 21. и 22. фебруара 1976. године у Атлетском делу олимпијске хале у Минхену (Западна Немачка).
Титулу освојену у Гетеборгу 1973. бранио је Херман Келер из Западне Немачке.

## Земље учеснице
Учествовало је 10 атлетичара из 7 земаља.
| 1. Бугарска (1) 2. Грчка (1) 3. Западна Немачка (3} 4. Југославија (1) | 1. Мађарска (1) 2. Пољска (2) 3. Француска (1) |

## Рекорди
Светска ранг листа на дан 20. фебруар 1976.
| Рекорди пре почетка Европског првенства у дворани 1976.     | Рекорди пре почетка Европског првенства у дворани 1976. | Рекорди пре почетка Европског првенства у дворани 1976. | Рекорди пре почетка Европског првенства у дворани 1976. | Рекорди пре почетка Европског првенства у дворани 1976. | Рекорди пре почетка Европског првенства у дворани 1976. |
| ----------------------------------------------------------- | ------------------------------------------------------- | ------------------------------------------------------- | ------------------------------------------------------- | ------------------------------------------------------- | ------------------------------------------------------- |
| Светски рекорд                                              | Лучано Сушањ                                            | Југославија                                             | 46,38                                                   | Ротердам, Холандија                                     | 11. март 1973.                                          |
| Европски рекорд                                             | Лучано Сушањ                                            | Југославија                                             | 46,38                                                   | Ротердам, Холандија                                     | 11. март 1973.                                          |
| Рекорди европских првенстава                                | Лучано Сушањ                                            | Југославија                                             | 46,38                                                   | Ротердам, Холандија                                     | 11. март 1973.                                          |
| Рекорди после завршеног Европског првенства у дворани 1975. |                                                         |                                                         |                                                         |                                                         |                                                         |
| Нових рекорда није било.                                    |                                                         |                                                         |                                                         |                                                         |                                                         |

## Освајачи медаља
|                         |                              |                      |
| Јанко Братанов Бугарска | Херман Келер Западна Немачка | Грегорж Мудри Пољска |

## Резултати

### Квалификације
Квалификације су одржане 21. фебруара. Такмичари су подељебни у три групе, а за плуфинеле пласирала се прва двојица из сваке групе и још двојица на осбнову постигнутог резултата.  .
| Место | Пласман | Група | Атлетичар        | Земља           | ЛР | ЛРС | Резул. | Бел. |
| ----- | ------- | ----- | ---------------- | --------------- | -- | --- | ------ | ---- |
| 1.    | 1       | 1.    | Ставрос Џорџис   | Грчка           |    |     | 48,12  | КВ   |
| 2.    | 1       | 3     | Јосип Алебић     | Југославија     |    |     | 48,23' | КВ   |
| 3.    | 2       | 3     | Херман Келер     | Западна Немачка |    |     | 48,45  | КВ,  |
| 4.    | 3       | 3     | Јанко Братанов   | Бугарска        |    |     | 48,45  | кв   |
| 5.    | 2       | 1     | Лудгер Зандер    | Западна Немачка |    |     | 48,53  | КВ   |
| 6.    | 3       | 1     | Нандор Хорносек  | Мађарска        |    |     | 48,66  | кв   |
| 7.    | 4       | 1     | Валдемар Шлендак | Пољска          |    |     | 49,06  |      |
| 8.    | 2       | 1     | Грегорж Мадри    | Пољска          |    |     | 49,36  | КВ   |
| 9.    | 2       | 2     | Харалд Шмид      | Западна Немачка |    |     | '48,72 | КВ   |
| 10.   | 3       | 2     | Кристјан Жакел   | Француска       |    |     | 50,15  |      |

### Полуфинале
У полуфиналу биле су две полуфиналне групе по 4 такмичара. Прва двојица из обе групе пласирала су се у финале.

| Место | Пласман | Група | Атлетичар       | Земља             | Време  | Белешка |
| ----- | ------- | ----- | --------------- | ----------------- | ------ | ------- |
| 1.    | 1       | 1.    | Ставрос Џорџис  | Грчка             | 47,62  | КВ      |
| 2.    | 2       | 1     | Јанко Братанов  | Бугарска          | 47,91  | КВ      |
| 2.    | 1       | 2     | Херман Келер    | Западна Немачка\| | 47,91  | КВ,     |
| 4.    | 2       | 2     | Грегорж Мадри   | Пољска\|          | 47,98  | КВ      |
| 5.    | 3       | 1     | Харалд Шмид     | Западна Немачка   | '47,98 |         |
| 6.    | 4       | 1     | Лудгер Зандер   | Западна Немачка   | 48,82  |         |
| 7.    | 3       | 2     | Нандор Хорносек | Мађарска          | 49,07  |         |
| 8.    | 4       | 2     | Јосип Алебић    | Југославија       | 49,31  |         |

### Финале
Финале је одршано 22. фебруара. 
| Место | Атлетичар      | Земља           | Време | Белешка |
| ----- | -------------- | --------------- | ----- | ------- |
|       | Јанко Братанов | Бугарска        | 47,79 |         |
|       | Херман Келер   | Западна Немачка | 48.09 |         |
|       | Грегорж Мадри  | Пољска          | 48.46 |         |
| 4     | Ставрос Џорџис | Грчка           | 48,51 |         |

## Укупни биланс медаља у трци на 400 метара за мушкарце после 7. Европског првенства у дворани 1970—1976.
|    | Земља           |   |   |   |    |
| -- | --------------- | - | - | - | -- |
| 1. | Западна Немачка | 2 | 2 | 0 | 4  |
| 2. | СССР            | 1 | 1 | 3 | 5  |
| 3. | Пољска          | 1 | 1 | 2 | 4  |
| 4. | Југославија     | 1 | 1 | 0 | 2  |
| 5. | Белгија         | 1 | 0 | 0 | 1  |
| 5. | Бугарска        | 1 | 0 | 0 | 1  |
| 7. | Источна Немачка | 0 | 2 | 2 | 4  |
|    | Укупно { 7 }    | 7 | 7 | 7 | 21 |

|    | Атлетичар            | Земља  |   |   |   |   |
| 1. | Анджеј Баденски      | Пољска | 1 | 1 | 0 | 2 |
| 2. | Александар Братчиков | СССР   | 1 | 0 | 1 | 2 |
| -- | -------------------- | ------ | - | - | - | - |